# 五山站
五山站是廣州地鐵3号线的一座車站，位於中国广东省廣州市天河區粤汉路岳洲路口的地底，以紫色作為主色。车站於2006年12月30日随3号线首期工程全线開通而启用。

## 车站结构

### 车站楼层
五山站共设有2层，地面为华南农业大学南门、华南理工大学東門、粵漢路、五山路、岳洲路；地下一层为3号线站厅；地下二层为3号线站台。
| 地下一层 | 站厅     | 售票機、客服中心、商店、警务室、安检设施  |  |  |
| 地下二层 | 1 站台   | █3号线 海傍方向（下站：华师）             |  |  |
|          | 岛式站台 |                                           |  |  |
|          | 2 站台   | █3号线 天河客运站方向（下站：天河客运站） |  |  |

### 站厅
五山站站厅设有售票机、客服中心，此外亦设有7-11便利店以及面包糕饼店等商店，以及自動售賣機、自动售卡充值机以及共享充电宝等自助服务设施。
为方便乘客进出，五山站站厅西侧被划分为收费区。站厅收费区设有一台专用电梯、四條扶手电梯以及一组楼梯供乘客来往月台。

### 月台
五山站設有一個岛式月台，位于粤汉路地底，華南農業大學南門以南。

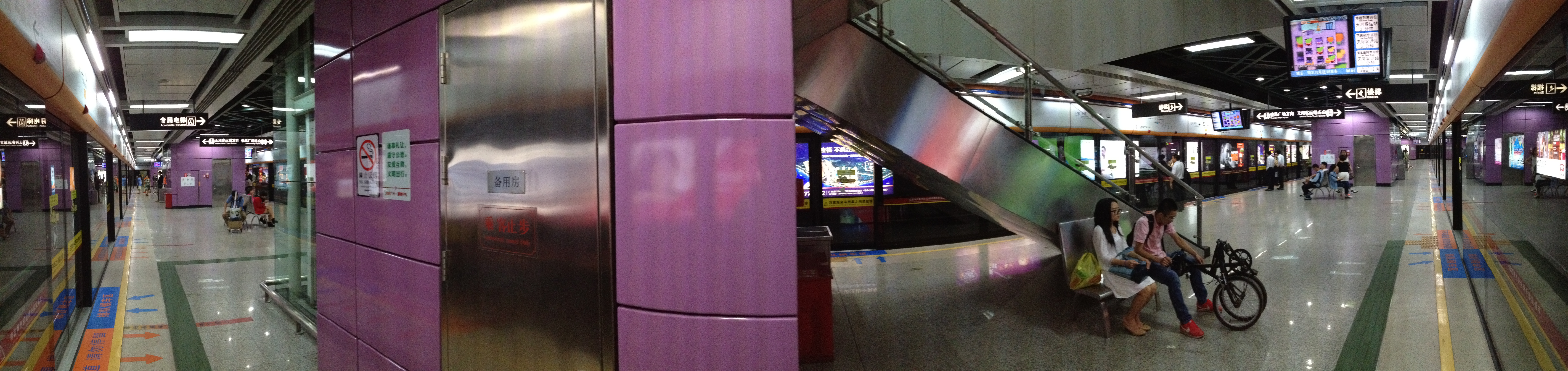
月台全景图（天河客运站方向，摄于2014年10月）

### 出入口
五山站共设有3个出入口供乘客进出。
|                                             |                                          |      |          |                                                        |
| 編號                                        | 设施                                     | 照片 | 出口指示 | 建議前往的目的地                                       |
| A                                           |                                          |      | 粤汉路   | 华南农业大学正门、华南理工大学医院                     |
| B1                                          | 盲道标志                                 |      | 五山路   | 岳洲路、粤汉路、广州中学、市政公厕、华农大正门公交车站 |
| C                                           | 盲道标志 · 轮椅升降台标志 · 扶手电梯标志 |      | 五山路   | 岳洲路、岳洲路后街、五山邮局、华农大正门公交车站       |
| 註： 設有 \| 設有輪椅升降台 \| 設有扶手電梯 |                                          |      |          |                                                        |

## 接驳交通
| 巴士（华农大正门站） \| 编号 \| 编号 \| 线路 \| 线路 \| 线路 \| 收费 \| 备注 \| \| ---- \| ---------- \| --------------------- \| --------------------- \| --------------------- \| --------------------- \| --------------------- \| \| \| 20 \| 汇景北路 \| ⇆ \| 凌塘环村路 \| 2元 \| \| \| \| 41 \| 广州火车东站 \| ⇆ \| 汇景北路 \| 2元 \| \| \| \| 78 \| 岑村 \| ⇆ \| 东山广场 \| 2元 \| \| \| \| 78A \| 天慧路 \| ⇆ \| 天河北公交总站 \| 2元 \| \| \| \| 197 \| 已于2025年1月25日停办 \| 已于2025年1月25日停办 \| 已于2025年1月25日停办 \| 已于2025年1月25日停办 \| 已于2025年1月25日停办 \| \| \| 218 \| 杨桃公园（美林湖畔） \| ⇆ \| 中科院化学所 \| 2元 \| \| \| \| 405 \| 乐天创意园 \| ↻ \| 乐天创意园 \| 2元 \| 不大于15–30分/班 \| \| \| 775 \| 龙洞（广东金融学院） \| ⇆ \| 华工大 \| 2元 \| \| \| \| B10 \| 体育中心 \| ⇆ \| 地铁天河智慧城站 \| 2元 \| \| \| \| 高峰快线32 \| 广东国防教育基地 \| ⇆ \| 华工大 \| 3元 \| \| \| \| 夜23 \| 宝岗大道 \| ⇆ \| 汇景北路 \| 3元 \| 263路附属线路 \| \| \| 夜53 \| 天慧路 \| ⇆ \| 体育中心 \| 3元 \| 78A路附属线路 \| |            |                       |                       |                       |                       |                       |
| 编号 | 编号       | 线路                  | 线路                  | 线路                  | 收费                  | 备注                  |
| | 20         | 汇景北路              | ⇆                     | 凌塘环村路            | 2元                   |                       |
| | 41         | 广州火车东站          | ⇆                     | 汇景北路              | 2元                   |                       |
| | 78         | 岑村                  | ⇆                     | 东山广场              | 2元                   |                       |
| | 78A        | 天慧路                | ⇆                     | 天河北公交总站        | 2元                   |                       |
| | 197        | 已于2025年1月25日停办 | 已于2025年1月25日停办 | 已于2025年1月25日停办 | 已于2025年1月25日停办 | 已于2025年1月25日停办 |
| | 218        | 杨桃公园（美林湖畔）  | ⇆                     | 中科院化学所          | 2元                   |                       |
| | 405        | 乐天创意园            | ↻                     | 乐天创意园            | 2元                   | 不大于15–30分/班      |
| | 775        | 龙洞（广东金融学院）  | ⇆                     | 华工大                | 2元                   |                       |
| | B10        | 体育中心              | ⇆                     | 地铁天河智慧城站      | 2元                   |                       |
| | 高峰快线32 | 广东国防教育基地      | ⇆                     | 华工大                | 3元                   |                       |
| | 夜23       | 宝岗大道              | ⇆                     | 汇景北路              | 3元                   | 263路附属线路         |
| | 夜53       | 天慧路                | ⇆                     | 体育中心              | 3元                   | 78A路附属线路         |

## 利用狀況
五山站鄰近華南農業大學和華南理工大學（北校區）兩所高校，週邊亦有為數不少的住宅區。兩所高校的師生若要來往廣州市區各地，大多會前往本站乘坐地鐵；再加上附近住宅區的居民，本站的客流水平不俗。
若逢兩所高校舉辦開放日或其它對外活動，本站更會出現人潮而需要實施客流控制。

## 歷史
五山站最早出現在《2000年近期線網規劃實施調整方案》中，為因應石牌地區發展，而增設3號線支線上的一個車站，位置已與現時相當。後來車站根據所在地區正式被定名為五山站，並於2006年12月30日正式啟用。
五山站位于华南农业大学南門（原正门），施工期间挖掘地面进行工程影响到華農校內的环境及教學秩序，同時部分設施因地鐵施工受到損壞：学校原正门牌楼倒塌，需異地重置正門牌樓；校内位于地铁行经线路上的游泳池出現損壞而被迫废弃拆除（現狀為綠化草坪）。故此该校部分学生希望地铁站命名为“华农站”，“以弥补学校为地铁施工付出的代价”。但该站最终被命名为五山站，引致部分学生的不满，多次举行签名运动，约见学校领导要求尽力向有关方面争取，但一直不得要領。2007年初，五山站的站牌遭破坏并喷上“华农站”的字样，引起争議。
2022年10-11月疫情期间，本站曾受防控措施影响，于11月26日至11月30日下午暂停服务。

## 未來發展
根據廣州市新一輪軌道交通（2015-2025）建設規劃方案，未來3號線支線段（天河客運站—體育西路）將拆離3號線，並向西南延伸形成10號線獨立運營。未来待10号线拆解段通车后，本站將會改為10號線的一個車站，不再屬於3號線。